# 里茲尼亞河
50°52′42.4″N 29°8′13.8″E / 50.878444°N 29.137167°E
里茲尼亞河（烏克蘭語：Різня），是烏克蘭的河流，位於該國北部，流經日托米爾州，屬於伊爾沙河的左支流，河道全長32公里，流域面積401平方公里，河水來自雨水、融雪和地下水。